# 블랙서바이벌
《블랙서바이벌》은 아크베어즈 (ARCHBEARS)가 개발한 실시간 PvP 서바이벌 게임으로, 2015년 11월 12일에 정식 출시되었다.

## 스토리
신인류 창조를 위해 루미아 섬이라는 무인도에서 실험을 하는 이야기이다. 실험체를 지켜보는 연구원의 시점에서 게임이 진행된다.

## 웹툰
- 블랙 서바이벌 - 그들이 살아남는법.[깨진 링크(과거 내용 찾기)]
- 블랙 서바이벌 - Bottomless Pit[깨진 링크(과거 내용 찾기)]
- 블랙서바이벌 - 블랙유니버스 보관됨 2018-06-18 - 웨이백 머신